# Lifescan
Als Biometrieerfassung oder englisch Lifescan werden Scanner bezeichnet, die anatomische Merkmale des menschlichen Körpers erfassen und speichern.
In diesem Verfahren werden somit Fingerabdrücke oder Handflächenabdrücke eines verdächtigen Straftäters im Zuge des Verfahrens gem. §§ 81b, ff. StPO erfasst.
Diese digitalen Aufzeichnungen werden dann an die Landeskriminalämter bzw. an das Bundeskriminalamt elektronisch versandt und mit vorhandenen Spuren abgeglichen oder für weitere Verfahren gespeichert.